# Tom i Jerry: L'anell màgic
Tom i Jerry: L'anell màgic (títol original:  Tom and Jerry: The Magic Ring) és un llargmetratge d'animació estatunidenc de James Tim Walker, estrenat l'any 2002. Ha estat doblat al català.

## Argument
En una mansió en ruïnes, Chip, un jove bruixot ha d'absentar-se de casa per trobar un ingredient a l'estranger. Posa el seu anell màgic sota la vigilància del seu gat Tom però el ratolí Jerry en un descuit la posa sobre el seu cap com un barret i s'escapoleix. Té lloc llavors una carrera persecució entre el gat i el ratolí durant tota la nit.

## Repartiment (veus originals)
- Jeff Bennett: Tom
- Frank Welker: Jerry
- Charlie Schlatter: Chip
- Jim Cummings: Butch
- Maurici LaMarche: Spike / El gat
- Tress MacNeille: Margaret / La mare
- Maile Flanagan: El nen
- Jess Harnell: El policia
- Tara Strong: Nibbles
- Billy West: Freddie